# Meixedo (Bragança)
Meixedo is een plaats (freguesia) in de Portugese gemeente Bragança en telt 188 inwoners (2001).